# Deporaus nidificus
Deporaus nidificus là một loài bọ cánh cứng trong họ Rhynchitidae. Loài này được Sawada & Lee miêu tả khoa học năm 1986.